# Sutee Suksomkit
Sutee Suksomkit (5 de junio de 1978, Chaiyaphum) es un exfutbolista y entrenador de fútbol tailandés. Actualmente dirige al Bangkai United de la Liga 3 de Tailandia.

## Carrera
Debutó en el club Thai Farmers Bank el 1995, donde estuvo 5 años. El 2001 jugó en el Tanjong Pagar United de Singapur, donde estuvo 2 años. El 2003 seguiría en Singapur pero en el club Home United, donde estuvo cuatro años. El 2007 también seguiría en Singapur aunque en el club Tampines Rovers FC. El 2010 volvería a Tailandia a jugar en el club Bangkok Glass FC.
En la selección de fútbol de su país apareció en 70 ocasiones, marcando 17 goles, uno de ellos la Copa Asiática 2007.

## Logros

### Club
- Copa Kor Royal (1): 2000
- S.League (1): 2003
- Copa de Singapur (3): 2003, 2005, 2010

### Selección nacional
- ASEAN Football Championship (2): 2000, 2002